# Athanasios Diakos
Athanasios Diakos o  Diacos fou un militar grec que lluità contra els turcs en la Guerra d'independència de Grècia.
A la batalla del pont d'Alamana va resistir amb 48 homes per cobrir la fugida de l'exèrcit grec. Va aguantar la posició durant diverses hores, fins que van caure morts o greument ferits. Va ser capturat ferit, però viu, i portat al general turc Vryonis. El general, sabedor de la fama de Diakos, li va oferir la vida a canvi de la conversió a l'islam. Diakos va respondre dient "vaig néixer grec i moriré grec". El van torturar en públic, i el van empalar encara viu.